# Cyanocompsa
Genre
Cyanocompsa est un genre de passeraux de la famille des Cardinalidae.

## Liste des espèces
Selon la classification de référence du Congrès ornithologique international (version 6.4, 2016) :
- Cyanocompsa brissonii (Lichtenstein, MHK, 1823)
  - Cyanocompsa brissonii argentina (Sharpe, 1888)
  - Cyanocompsa brissonii brissonii (Lichtenstein, MHK, 1823)
  - Cyanocompsa brissonii caucae Chapman, 1912
  - Cyanocompsa brissonii minor Cabanis, 1861
  - Cyanocompsa brissonii sterea Oberholser, 1901
- Cyanocompsa cyanoides (Lafresnaye, 1847)
  - Cyanocompsa cyanoides caerulescens Todd, 1923
  - Cyanocompsa cyanoides concreta (Du Bus de Gisignies, 1855)
  - Cyanocompsa cyanoides cyanoides (Lafresnaye, 1847)
- Cyanocompsa parellina (Bonaparte, 1850)
  - Cyanocompsa parellina beneplacita Bangs, 1915
  - Cyanocompsa parellina indigotica (Ridgway, 1887)
  - Cyanocompsa parellina lucida Sutton & Burleigh, 1939
  - Cyanocompsa parellina parellina (Bonaparte, 1850)
- Cyanocompsa rothschildii (Bartlett, 1890)